# Cieśnina Diligent
Cieśnina Diligent (ang. Diligent Strait) – cieśnina pomiędzy wyspami Andamanów a główną grupą wysp Archipelagu Ritchie. Nazwę swą zawdzięcza statkowi The Deligent, którym w roku 1771 przypłynął na te wyspy pierwszy morski hydrograf John Ritchie, od nazwiska którego nazwę otrzymał Archipelag Ritchie.